# Alain Daems
Alain Daems (Brussel, 15 oktober 1964) was een Belgisch lid van het Brussels Hoofdstedelijk Parlement.

## Levensloop
Daems behaalde de diploma's van licentiaat in de politieke wetenschappen en internationale relaties, licentiaat in het internationaal recht en kandidaat in de rechten.
Voor Ecolo was hij van 1999 tot 2009 Brussels Hoofdstedelijk Parlementslid. Hij was van 2008 tot 2009 ook gemeenteraadslid van Sint-Joost-ten-Node.
In 2009 verliet hij Ecolo om over te stappen naar de Parti Socialiste, maar hij besloot zich geen kandidaat te stellen bij de regionale verkiezingen dat jaar. Kort nadien nam hij ook ontslag uit zijn overige mandaten en verliet hij de politiek. Na zijn vertrek uit de politiek werd hij in 2014 directeur van het sociaal centrum Association Les Quatre Routes in Cognac, Frankrijk.